# 九龍醬園

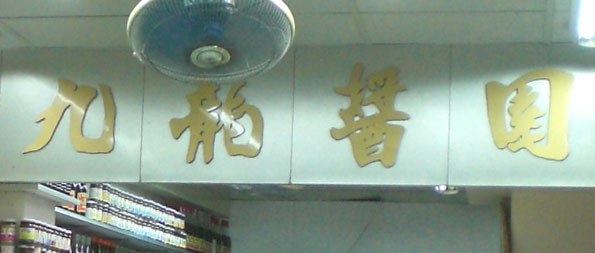
九龍醬園

九龍醬園，(Kowloon Soy Co Limited)，是香港唯一仍然使用古法釀製醬油的醬油生產商，兼營涼果的生產，現時於新界元朗設有製造工場，並於香港島中環嘉咸街設立門市。

## 歷史
九龍醬園於1917年在九龍九龍城創辦，當時稱為美珍醬園，本來主要做外銷的生意。香港日治時期，因其名稱有「美」字（美國）而被要求改名，遂改為現稱，亦開始開拓本地市場。

## 外部連結
- 九龍醬園 官方網址
- 九龍醬園 老字號介紹
- 香港電台節目《香港故事》：介紹九龍醬園 （页面存档备份，存于）